# 代州衙署
代州衙署，位于山西省忻州市代县上馆镇东北街村东大街北县政府院内，边靖楼以东500米，已列为忻州市文物保护单位。

## 历史
代州衙署始建于明洪武十年（1377年）重建代州城池时。明清两代多次重修、扩建，现存为清代建筑。

## 建筑
代州衙署坐北向南，四进院落，占地1202平方米。现存大门、二堂和三堂。大门（武威门）面宽三间，琉璃屋脊，门前有石狮一对。原大堂5间，已改建为办公楼。二堂三间、三堂五间，单檐硬山顶。

## 保护
1984年，代州衙署公布为第一批代县文物保护单位，属于古建筑类。2022年5月11日，代州衙署公布为第三批忻州市文物保护单位，编号3-28。